# Scream (Chris Cornell)
Scream è il terzo album dal solista del cantante statunitense Chris Cornell, pubblicato il 10 marzo 2009. Include i singoli Part of Me, Scream e Ground Zero.

## Tracce
1. Part of Me - 5:14
2. Time - 4:39
3. Sweet Revenge - 4:10
4. Get Up - 3:35
5. Ground Zero - 3:09
6. Never Far Away - 5:06
7. Take Me Alive - 4:36
8. Long Gone - 5:15
9. Scream - 6:14
10. Enemy - 4:35
11. Other Side of Town - 4:48
12. Climbing Up the Walls - 4:48
13. Watch Out - 4:02
14. Two Drink Minimum - 3:03  (Hidden Track)

### Bonus track
1. Ordinary Girl (iTunes US/UK Bonus Track) - 4:33
2. Lost Cause (iTunes UK Bonus Track/Barnes & Noble Bonus Track) - 4:20
3. Do Me Wrong (Amazon.com Bonus Track) - 2:54
4. Part of Me (DJ Kleerup Remix) (iTunes German Bonus Track) - 5:32